# لانس باتشيلور
لانس باتشيلور (بالإنجليزية: Lance Batchelor)‏ هو شخصية أعمال أمريكي، ولد في 1964.